# Hiram Paulding
Hiram Paulding (11 de dezembro de 1797 – 20 de outubro de 1878) foi um contra-almirante na Marinha dos Estados Unidos, que serviu na Guerra de 1812 até após a Guerra de Secessão.
Filho de John Paulding, Paulding nasceu em Cortland, Nova York. Ele foi designado Midshipman em 1 de setembro de 1811. Durante a Guerra de 1812, serviu nos Lagos Ontario e Champlain, comandando a segunda divisão do Ticonderoga durante a Batalha de Plattsburgh. Após a guerra, ele serviu no Constellation, próximo da costa da Argélia, e no Independence, o brígue Prometheus, e Macedonian.

## Legado
O destróier USS Paulding (DD-22) foi nomeado em homenagem ao Contra-Almirante Paulding.

## Publicações
- R. P. Meade, Life of Hiram Paulding (Nova York, 1910)